# Schisandra rubriflora
Schisandra rubriflora är en tvåhjärtbladig växtart som först beskrevs av Adrien René Franchet, och fick sitt nu gällande namn av Alfred Rehder och E.H. Wilson. Schisandra rubriflora ingår i släktet Schisandra och familjen Schisandraceae. Inga underarter finns listade.

## Bildgalleri

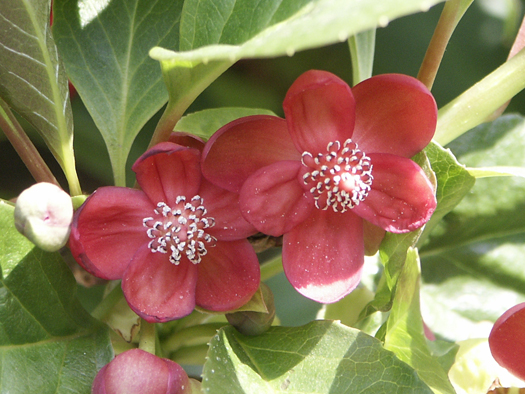